# Mainwaringia dantaae
Mainwaringia dantaae is een slakkensoort uit de familie van de Littorinidae. De wetenschappelijke naam van de soort is voor het eerst geldig gepubliceerd in 2012 door Fang, Peng, Zhang & He.